# Aeroportul Mauke
Aeroportul Mauke (IATA: MUK, ICAO: NCMK) este un aeroport din Insulele Cook, Insulele Cook.
Situat la o altitudine de 11 m, aeroportul dispune de o singură pistă.